# Baraki (powiat krasnostawski)
Baraki – wieś w Polsce położona w województwie lubelskim, w powiecie krasnostawskim, w gminie Siennica Różana.
W latach 1975–1998 miejscowość należała administracyjnie do województwa chełmskiego.
Wieś stanowi sołectwo gminy Siennica Różana. Według Narodowego Spisu Powszechnego (III 2011 r.) wieś liczyła 82 mieszkańców.
Wierni Kościoła rzymskokatolickiego należą do parafii Wniebowzięcia Najświętszej Maryi Panny w Siennicy Różanej.